# Buccinum viridum
Buccinum viridum är en snäckart som beskrevs av Dall 1889. Buccinum viridum ingår i släktet Buccinum och familjen valthornssnäckor. Inga underarter finns listade i Catalogue of Life.